# Marian Łoziński
Marian Zdzisław Łoziński (ur. 29 stycznia 1913 w Niemirowie, zm. 28 października 1998 w Krakowie) – kapitan Wojska Polskiego.

## Życiorys
Urodził się 29 stycznia 1913 w Niemirowie, dawny powiat Rawa Ruska (obecnie w obwodzie lwowskim, rejon jaworowski na Ukrainie). W 1936 w stopniu kaprala podchorążego ukończył Szkołę Podchorążych 12 Dywizji Piechoty w Tarnopolu. Po klęsce wrześniowej w lutym 1940 podczas przekraczania granicy polsko-rumuńskiej został aresztowany przez wojska radzieckie i wywieziony do Związku Radzieckiego na Ural, gdzie w skrajnych warunkach katorżniczo pracował przy wyrębie drzew. Przebywał tam do września 1941. Tam też zastał go układ polsko-radziecki powołujący na terenie ZSRR Armię Polską. Po długiej wędrówce poprzez Tockoje, G‘uzor, Krasnowodsk, Iran, Palestynę, Aden, Irak, ponownie Palestynę, Egipt – już jako podporucznik Polskich Sił Zbrojnych 22 grudnia 1943 staje na ziemi włoskiej, gdzie jako zastępca dowódcy kompanii 5 batalionu 3 Dywizji Strzelców Karpackich brał udział m.in. w drugim, zwycięskim uderzeniu 2 Korpusu na pozycje niemieckie w masywie Monte Cassino, a następnie w walkach swego batalionu na szlaku adriatyckim do „Linii Gotów”. W czerwcu 1946 roku wyjeżdża do Anglii. Tam w sierpniu 1947 zdemobilizował się i 25 października wrócił do kraju.
W latach 1948–1950 pełnił funkcję burmistrza miasta Niska. W 1955 osiadł w Skawinie. W latach pięćdziesiątych XX w. został opiekunem 8 Drużyny Harcerzy „Czerwone Maki” im. Bohaterów Monte Cassino, wkrótce zlikwidowanej przez władze komunistyczne. W 1981 – mimo oporu władz harcerskich – doprowadził do powstania w Skawinie Kręgu Instruktorskiego „Czerwony Mak” im. Bohaterów Monte Cassino i został jego opiekunem.
Autor wspomnień zatytułowanych Przechodniu, powiedz Polsce... Wspomnienia z lat 1941–1945 rozpoczęte w Ahwazie, 150 km od Zatoki Perskiej. Tytuł wspomnień został zaczerpnięty z inskrypcji na polskim cmentarzu na Monte Cassino:

„PRZECHODNIU, POWIEDZ POLSCE, ŻEŚMY POLEGLI WIERNI W JEJ SŁUŻBIE, ZA WOLNOŚĆ NASZĄ I WASZĄ,
MY ŻOŁNIERZE POLSCY ODDALIŚMY – BOGU DUCHA, ZIEMI WŁOSKIEJ CIAŁO, A SERCA POLSCE”
Zmarł 28 października 1998 i został pochowany w grobowcu rodzinnym na cmentarzu Rakowickim w Krakowie.

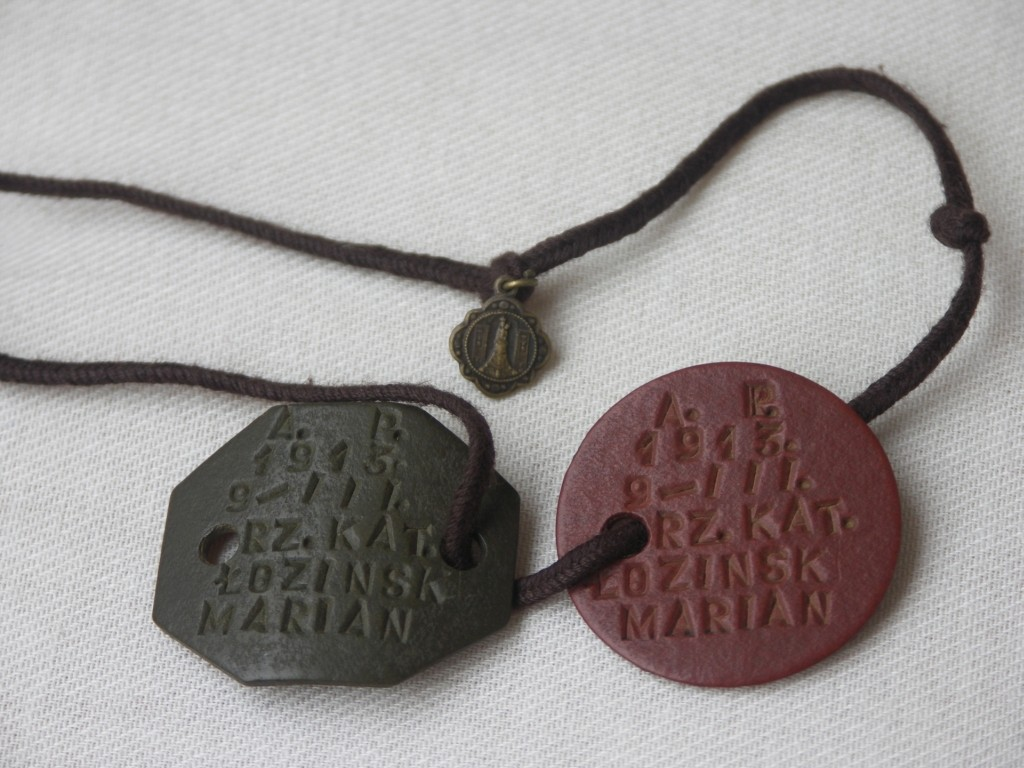
Nieśmiertelnik Mariana Łozińskiego

## Odznaczenia
- Krzyż Oficerski Orderu Odrodzenia Polski
- Krzyż Kawalerski Orderu Odrodzenia Polski
- Krzyż Czynu Bojowego Polskich Sił Zbrojnych na Zachodzie
- Medal Wojska
- Medal 30-lecia Polski Ludowej
- Medal 40-lecia Polski Ludowej
- Medal Zwycięstwa i Wolności 1945
- Krzyż Pamiątkowy Monte Cassino nr 1560
- Brązowy Medal „Za Zasługi dla Obronności Kraju”
- Srebrny Krzyż „Za Zasługi dla ZHP” z Rozetą i Mieczami
- Złoty Medal „Opiekun Miejsc Pamięci Narodowej”
- Defence Medal (Wielka Brytania)
- War Medal 1939–1945 (Wielka Brytania)
- 1939-45 Star (Wielka Brytania)
- Italy Star (Wielka Brytania)
- Odznaka „Weteran Walk o Wolność i Niepodległość Ojczyzny” (1995)